# Keisuke Endo
Keisuke Endo (遠藤 敬佑 Endo Keisuke?), född 20 mars 1989 i Chiba prefektur, är en japansk fotbollsspelare.
Endo började sin karriär 2007 i Mito HollyHock. Han spelade 142 ligamatcher för klubben. 2012 flyttade han till Thespa Kusatsu (Thespakusatsu Gunma). Efter Thespakusatsu Gunma spelade han för FC Machida Zelvia, Fujieda MYFC, Kataller Toyama och Nara Club.